# Avrilly (Allier)
Avrilly es una pequeña localidad  y comuna francesa, situada en el departamento del Allier en la región administrativa de Auvernia.

## Demografía
| 248 | 289 | 241 | 193 | 159 | 179 |
| Para los censos de 1962 a 1999 la población legal corresponde a la población sin duplicidades (Fuente: INSEE [Consultar]) |     |     |     |     |     |

(Población sans doubles comptes según la metodología del INSEE).